# Panonska narečna skupina
Panonska narečna skupina ima štiri narečja: prekmursko,  prleško, haloško in slovenskogoriško. Vsako tako narečje ima še podnarečja. Npr. ima prekmurščina goričansko (goričko), porabsko,ravensko, dolinsko in soboško narečje. Na osnovi panonske narečne skupine se je razvila prekmurska knjižna norma.